# Souls of Black
Souls of Black četvrti je studijski album američkog thrash metal sastava Testament objavljen 9. listopada 1990. godine.

## Pozadina
Na Souls of Black Testament ostao vjeran svom thrash zvuku, vidio je nekoliko promjena u stilu kao što tehničke i progresivne utjecaje koje je počelo na albumu Practice What You Preach i prethodi tradicionalnom heavy metal zvuku koji se čuo na njegovom sljedećem albumu, The Ritual. Pjesme na albumu bio je snimljen u kraju 80-ih godina ali nije bio objavljen. Tekstovi na Souls of Black su o religiji, ratovanju, megalomaniji, samoubojstvu, društvu i politici. Kao što Practice What You Preach, album bio je snimljen u Fantasy Studios a producirao je Michael Rosen.
Prije izdanja albuma započela je turneja Clash of the Titans sa sastavima Megadeth, Slayer i Suicidal Tendencies. S Megadethom, Testament započeo je koncert na turneju albuma Painkiller sastava Judas Priest u SADu.

## Popis pjesama
| 1.    | »Beginning of the End« |                            | Eric Peterson                | 0:35 |
| 2.    | »Face in the Sky«      | Chuck Billy, Alex Skolnick | Skolnick, Peterson           | 3:53 |
| 3.    | »Falling Fast«         | Billy                      | Peterson, Clemente           | 4:05 |
| 4.    | »Souls of Black«       | Billy                      | Peterson, Clemnete, Skolnick | 3:22 |
| 5.    | »Absence of Light«     | Billy                      | Billy, Skolnick, Peterson    | 3:54 |
| 6.    | »Love to Hate«         | Peterson, Clemente         | Skolnick, Peterson           | 3:40 |
| 7.    | »Malpractice«          | Billy, Skolnick            | Peterson                     | 4:43 |
| 8.    | »One Man's Fate«       | Billy                      | Peterson, Clemente           | 4:49 |
| 9.    | »The Legacy«           | Billy, Skolnick, Peterson  | Peterson, Clemente           | 5:30 |
| 10.   | »Seven Days of May«    | Billy, Skolnick            | Peterson, Skolnick           | 4:40 |
| 39:11 |                        |                            |                              |      |

## Zasluge
| Testament - Chuck - vokali - Alex - gitara - Eric - gitara, omot koncept - Greg - bas-gitara - Louie - bubnjevi Dodatni glazbenici - Mark Walters - prateći vokali - Steve Quatarola - prateći vokali - Bogdan Jablonski - prateći vokali | Ostalo osoblje - Michael Rosen - produkcija - Vincent Wojno - inženjer zvuka - Tom Coyne - mastering - Hiro Ito - fotografije - William Benson - omot albuma - Bob Defrin - Umjetnički smjer |